# مضيق دافيس
مضيق دافيس (بالفرنسية: Détroit de Davis) هو فرع شمالي لبحر لابرادور. يقع بين وسط غرب جرينلاند ونونافوت, جزيرة بافين الكندية. المضيق تم تسميته على المكتشف إنجليزي يدعى جون دافيس (1550-1605)و الذي استكشف المنطقة عندمة كان يريد أن يعثر على طريق شمالي للوصول إلى آسيا.

## جيولوجية
تحت مضيق دافيس العديد من الخصائص الجيولوجية المعقدة مثل الأحواض), وسلاسل جبلية، التي ربما تشكلت بسبب الضربة المسببة للانزلاق أثناء الزمن الباليوجيني حول ما يُقارب 45 و62 مليون سنة. الحركات التكتونية في بحر لابرادور وجزيرة بافين سببت بأن يصبح المضيق أوسع مضيق في العالم.

## عمق
مع وصول العمق في المضيق إلى ما يُقارب ألف وألفين متر، المضيق أضحل من بحر لابرادور إلى الجنوب أو خليج بافين إلى الشمال.

## المد والجزر
المضيق مشهور بسبب مده وجزره القويان الذين يمكنهم أن يكونوا ما بين 9.1-18 متر (30-60 قدم), ما سبب تثبيط بعض المستكشفين.